# Richard William George Dennis
Richard William George Dennis (* 13. Juli 1910 in Thornbury, Gloucestershire; † 7. Juni 2003) war ein britischer Botaniker (Mykologie, Pflanzen-Pathologie) und Spezialist für die Schlauchpilze (Ascomycota). Sein offizielles botanisches Autorenkürzel lautet „Dennis“.

## Leben
Dennis studierte zunächst Geschichte und dann Botanik und Geologie an der University of Bristol mit dem Abschluss 1930. Danach war er am West of Scotland Agricultural College in Glasgow und wurde 1934 an der University of Glasgow über Hafer-Krankheiten promoviert. 1937 ging er an die Forschungsstation für Pflanzenviren in Cambridge und befasste sich mit Kartoffelkrankheiten. 1939 wurde er Pflanzenpathologe an der Teststation für Samen in East Craigs, Edinburgh. Ab 1944 war er im Botanischen Garten in Kew, wo er 1951 die Abteilung Pilze übernahm (als Nachfolger von Elsie Maud Wakefield). 1975 ging er in den Ruhestand, blieb aber wissenschaftlich aktiv.
1941 war er auf Forschungsreise in Trinidad, 1958 in Venezuela und 1975 sammelte er auf den Azoren, was jeweils zu mykologischen Veröffentlichungen führte. Er sammelte auch viel auf den Hebriden.
Von ihm stammen Erstbeschreibungen für eine Reihe neuer Pilzarten und 40 Pilzarten und 5 Gattungen wurden nach ihm benannt. In seinen Büchern verwendete er oft eigene Wasserfarben-Abbildungen von Pilzen.

## Schriften
- mit P. D. Orton, F. B. Hora:. New checklist of British agarics and boleti,  Supplement to Transactions of the British Mycological Society 1960 (Erweiterung der Checkliste mit A. A. Pearson 1948)
- British Cup Fungi and their Allies: an introduction to the Ascomycetes, Ray Society 1960 (später als British Ascomycetes neu aufgelegt)
- Fungus flora of Venezuela and adjacent countries. London: HMSO 1970
- British Ascomycetes. Vaduz: J.Cramer 1978, 1981
- Fungi of the Hebrides. Kew: Royal Botanic Gardens 1986
- Fungi of South East England. Kew: Royal Botanic Gardens 1995
- mit E. M. Wakefield: Common British Fungi. London: Gawthorn 1950